# Ruts bok
Ruts bok är en skrift i judendomens Ketuvim och kristendomens Gamla testamente, som handlar om änkan Rut från Moab. Boken beskriver hur Gud genom Rut förbereder Kung Davids födelse. Genom hela Ruts bok löper en röd tråd som vill visa på att Gud alltid har en dold avsikt med det som sker. 
Boken inleds med berättelsen om hur Noomi och hennes man samt deras två söner tvingas flytta från Betlehem i Juda till grannlandet Moab (nuvarande Jordanien) på grund av hungersnöden i hemlandet. Under tiden i Moab gifter sig en av Noomis söner med moabitiskan Rut och den andra med Orpa. Efter att både Noomi och hennes svärdöttrar Rut och Orpa blivit änkor, följer Rut med sin svärmor Noomi när denna återvänder hem till Betlehem. Där gifter Rut efter en tid om sig med den rike Boas och blir därigenom farmor till kung Davids far. Berättelsens handling utspelar sig troligen under 1200-talet f.Kr, under "den tid då domarna regerade", möjligen i samband med den hungersnöd som föregick Gideon (Dom 6–8), men den är helt klart nedskriven senare, tidigast under kung Davids regering (se till exempel Rut 4:17). Hungersnöden omnämns indirekt på Merneptahstelen.
Boken läses i synagogan under den judiska högtiden shavuot (pingst).